# Central Equatoria
Central Equatoria is een van de 10 staten van Zuid-Soedan. Het gebied beslaat 22.956 km² en had in 2005 327.172 inwoners. De hoofdstad is Juba.
Tot 2006 heette deze staat Bahr-al-Jabal, naar de gelijknamige rivier, de bovenloop van de Witte Nijl, die door de staat stroomt en ook Berg-Nijl wordt genoemd.

## Andere belangrijke steden in Central Equatoria
- Kajo Keji
- Liria
- Mangalla
- Rokon
- Tali
- Terekeka
- Yei

## Grenzen
De staat grenst aan twee buurlanden van Zuid-Soedan:
- De regio Northern van Oeganda in het zuiden.
- De provincie Haut-Uele van de Democratische Republiek Congo in het zuidwesten.

Central Equatoria grenst verder aan vier andere staten van Zuid-Soedan:
- Lakes in het noorden.
- Jonglei in het noordoosten.
- Eastern Equatoria in het oosten.
- En Western Equatoria in het westen.

Central Equatoria · Eastern Equatoria · Jonglei · Lakes · Northern Bahr el Ghazal · Unity · Upper Nile · Warrap · Western Bahr el Ghazal · Western Equatoria